# Максуд, Аднан
Аднан Максуд (англ. Adnan Maqsood, 12 января 1979, Фейсалабад, Пакистан) — пакистанский хоккеист (хоккей на траве), полевой игрок. Участник летних Олимпийских игр 2004 и 2008 годов, бронзовый призёр летних Азиатских игр 2006 года.

## Биография
Аднан Максуд родился 12 января 1979 года в пакистанском городе Фейсалабад.
Играл в хоккей на траве за НБП из Карачи.
В 2004 году вошёл в состав сборной Пакистана по хоккею на траве на летних Олимпийских играх в Афинах, занявшей 5-е место. Играл в поле, провёл 7 матчей, мячей не забивал.
В 2006 году стал бронзовым призёром хоккейных турниров летних Азиатских игр в Дохе и Игр Содружества в Мельбурне.
В 2008 году вошёл в состав сборной Пакистана по хоккею на траве на летних Олимпийских играх в Пекине, занявшей 8-е место. Играл в поле, провёл 6 матчей, забил 1 мяч в ворота сборной Нидерландов.